# Pointe-à-Raquette
Pointe-à-Raquette (Haïtiaans-Creools: Pwentarakèt) is een stad en gemeente in Haïti met 24.500 inwoners. De gemeente maakt deel uit van het arrondissement La Gonâve in het departement Ouest.

## Indeling
De gemeente bestaat uit de volgende sections communales:
| Nr. | Naam              | Km²   | Inw.2015 |
| --- | ----------------- | ----- | -------- |
| 1   | La Source         | 63,49 | 3.434    |
| 2   | Grand Vide        | 69,03 | 4.088    |
| 3   | Trou Louis        | 69,75 | 5.914    |
| 4   | Pointe à Raquette | 79,01 | 8.842    |
| 5   | Gros Mangle       | 36,33 | 2.240    |